# Capela Ortodoxa Russa (Weimar)

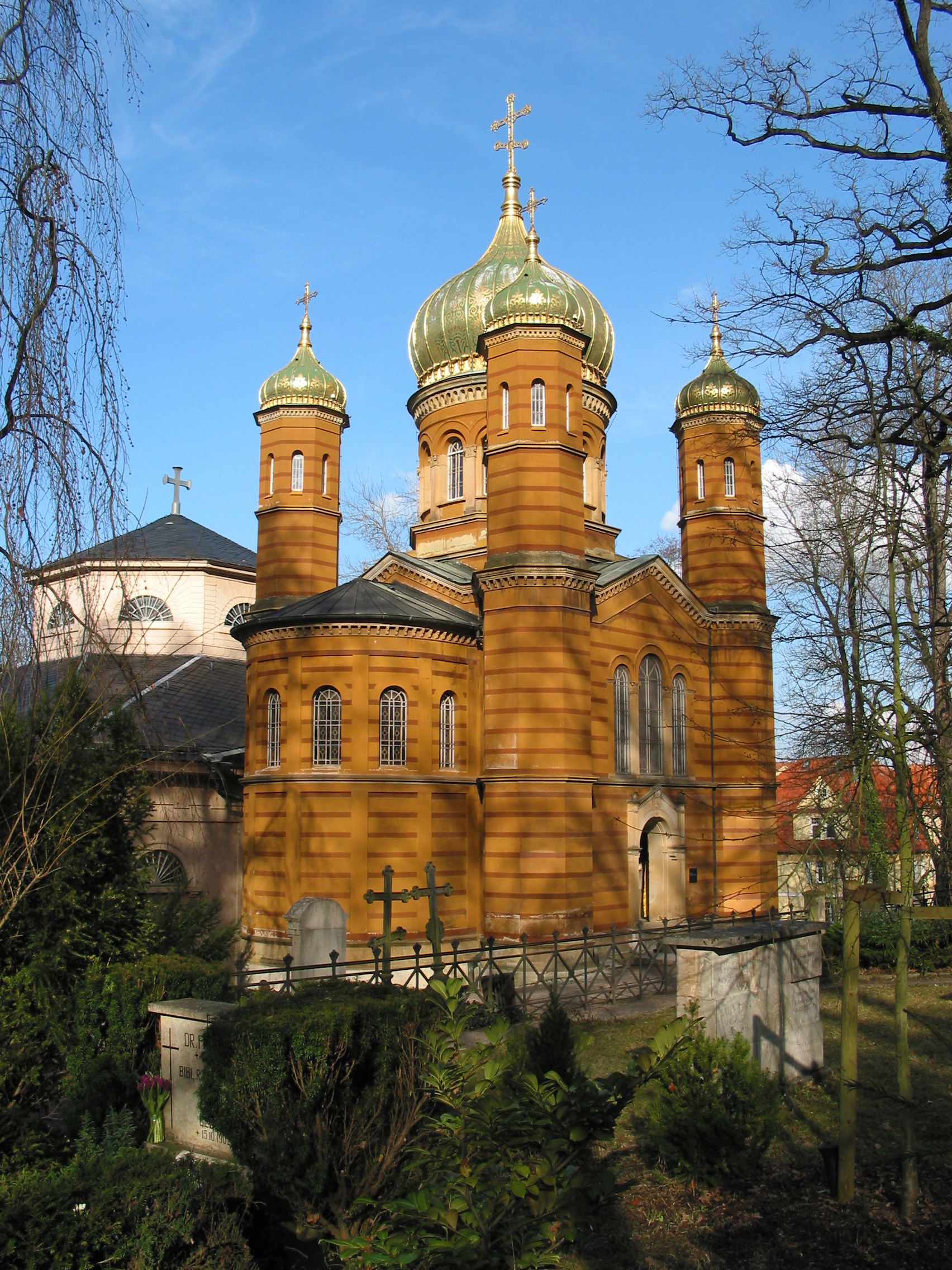
Capela Ortodoxa Russa

A Capela Ortodoxa Russa é uma capela funerária construída em Weimar em 1860 para a Grã-duquesa Maria Pavlovna da Rússia. Foi construído no cemitério histórico atrás do Weimarer Fürstengruft, ao qual está ligado por uma passagem subterrânea. O caixão de Maria Pavlovna está localizado na passagem, com o caixão de seu marido Charles Frederick colocado diretamente ao lado dele. Uma escada em espiral leva a outra conexão subterrânea com o Fürstengruft, embora agora esteja fechada por uma placa de metal.